# Decade: Greatest Hits
Decade: Greatest Hits — перша збірка англійської групи Duran Duran, яка була випущена 15 листопада 1989 року.

## Композиції
1. Planet Earth – 3:58
2. Girls on Film – 3:30
3. Hungry Like the Wolf – 3:25
4. Rio – 5:33
5. Save a Prayer – 5:25
6. Is There Something I Should Know? – 4:05
7. Union of the Snake – 4:20
8. The Reflex – 4:25
9. The Wild Boys – 4:16
10. A View to a Kill – 3:35
11. Notorious – 3:58
12. Skin Trade – 4:25
13. I Don't Want Your Love – 3:47
14. All She Wants Is – 4:36

## Учасники запису
- Саймон Ле Бон — вокал
- Нік Роудс — клавішні
- Джон Тейлор — бас-гітара
- Роджер Тейлор — ударні
- Енді Тейлор — гітара